# كنعان مكية
كنعان مكية (بالإنجليزية: Kanan Makiya) هو معماري أكاديمي عراقي من مواليد مدينة بغداد، العراق عام 1949 م. حصل على الجنسية البريطانية عام 1982 م.
وهو أستاذ سيلفيا ك هاسنفيلد في الدراسات الإسلامية والشرق أوسطية في جامعة براندايس. على الرغم من أنه ولد في بغداد، إلا أنه غادر العراق لدراسة الهندسة المعمارية في معهد ماساتشوستس للتقنية وفي وقت لاحق قام بتأسيس منتسبي مكية من أجل تصميم وبناء المشاريع في الشرق الأوسط.
كمنفي سابق، كان عضواً بارزاً في المعارضة العراقية، وهو «صديق حميم» لأحمد الجلبي، ومؤيد مؤثر في الحرب على العراق عام 2003 م. حياته وسيرته الذاتية موثقة بالكامل في كتاب الصحافي البريطاني نيك كوهين بعنوان (ما الذي بقى؟).

## عمله
بدأ كنعان مكية مشواره السياسي كتروتسكي ومن ثم أصبح صديقاً حميماً لكريستوفر هيتشينز.
في عام 1981 ترك مكية تدريبه كمهندس معماري وتفرغ للكتابة، بدأ يكتب مستخدماً الاسم المستعار سمير الخليل كي يبعد عائلته عن طريق الخطر.

### كتبه
في كتابه جمهورية الخوف الصادر عام 1989 م والذي أصبح من أكثر الكتب مبيعاً بعد الغزو العراقي للكويت من قبل نظام الرئيس السابق صدام حسين، ناقش مكية كيف أن العراق أصبح دولة شمولية مستبدة أكثر من دول ذات حكم استبدادي مثل الأردن والمملكة العربية السعودية.
كتب مكية أيضاً:
- المعلم الأثري مقالة عن جماليات وقباحة السلطة.
- القسوة والصمت: الحرب، الاستبداد، النهوض والعالم العربي والذي فاز بجائزة لايونيل جلبرت لاحسن كتاب في مجال العلاقات العامة وصدر بالإنجليزية.
- انعكاسات عن السياسات العربية في مجموعة «المعركة هي من اجل الديمقراطية: كسب حرب الأفكار في أمريكا والعالم» نشر عام 2003 م عن هاربر كولنز.

و كتب أيضاً لجرائد الحياة، ونيويورك تايمز وإلى نيويورك لمراجعة الكتب وإلى التايمز اللندنية.
القسوة والصمت "
الطبعة الأُولى (الإنكليزية) من هذا الكتاب صدر عام 1993، وأدت ترجمته العربية إلى سجال فكري وسياسي في الأوساط السياسية والثقافية العربية، ذلك انه –الكتاب- فضح صمت العالم العربي عن جرائم «الأنفال» والإبادة الجماعية التي ارتكبها «البعث» في العراق. كما ألف روائية اعتذارية عن تأييده لغزو العراق.

### أفلامه
في تشرين الأول 1992 م كان قد دعا إلى عقد مؤتمر مثل فيه جمعية حقوق الإنسان للمعارضة العراقية في شمال العراق.
ساهم في عدة أفلام للتلفزيون أهمها كان ماعرض عن حملة 1988 م للإبادة الجماعية في شمال العراق. لدوره في الفلم فقد حاز على جائزة ادوارد آر مورو في عام 1992 كأحسن فيلم وثائقي يبحث في العلاقات الخارجية.

## إنجازاته
في عام 1992 م أسس كنعان مشروع العراق للبحوث والتوثيق (IRDP)، والذي تم تغيير اسمه إلى مؤسسة ذاكرة العراق في عام 2003. عمل مكية بشكل وثيق مع اياد رحيم وهو صحفي عراقي مختص بالكتابة عن سياسة الشرق الأوسط في تنمية مشروع العراق للبحوث والتوثيق في وقت مبكر من إنشائه.

## وصلات خارجية
- مؤسسة الذاكرة العراقية
- روابط لأعمدة مكية
- مقابلة مع الديمقراطية
- AIPAC and the Iraqi opposition, Haaretz, 7 April 2003. Nathan Guttman. Reports on the address and visit of the IGC to AIPAC headquarters. Present: Chalabi, Makiya.
- مقابلة مع إدوارد سعيد
- مقابلة مع توم آسبروك بتاريخ 11 أكتوبر 2007 م